# Shiny Happy People
Shiny Happy People is een nummer van de Amerikaanse alternatieve rockband R.E.M. Het is de tweede single van hun zevende studioalbum Out of Time uit 1991. Op 6 mei van dat jaar werd het nummer op single uitgebracht.

## Achtergrond
Kate Pierson van The B-52's zingt als tweede stem mee op het nummer.
R.E.M.-zanger Michael Stipe wilde dit vrolijke nummer aanvankelijk niet uitbrengen omdat het volgens hem was "geschreven voor kinderen". "Als één nummer naar de ruimte zou worden gestuurd om R.E.M. te vertegenwoordigen, wil ik niet dat dat Shiny Happy People wordt", aldus Stipe. 
Volgens sommige critici is het refrein in "Shiny Happy People" een letterlijke vertaling van een Chinese maoïstische propagandaposter, wat de ogenschijnlijk vrolijke boodschap van het nummer een veel ernstigere ondertoon geeft.
De plaat werd een wereldwijde hit en haalde in thuisland de Verenigde Staten de 10e positie in de Billboard Hot 100. In Canada werd de 3e positie behaald, in Australië de 19e,   Nieuw-Zeeland de 29e, Ierland de 2e, Duitsland de 10e en in het Verenigd Koninkrijk werd de 6e positie bereikt in de UK Singles Chart.
In Nederland werd de plaat veel gedraaid op de nationale radio en werd een radiohit in de destijds twee hitlijsten. De plaat bereikte de 10e positie in de Nederlandse Top 40 en de 13e positie in de Nationale Top 100.
In België bereikte de plaat de 5e positie in de voorloper van de Vlaamse Ultratop 50 en de 9e positie in de Vlaamse Radio 2 Top 30.

## NPO Radio 2 Top 2000
| Nummer met noteringen in de NPO Radio 2 Top 2000 | '06  | '07  | '08  | '09  | '10  | '11 | '12  | '13  | '14  | '15  | '16  | '17  | '18  | '19  | '20  | '21  | '22  | '23  | '24  |
| ------------------------------------------------ | ---- | ---- | ---- | ---- | ---- | --- | ---- | ---- | ---- | ---- | ---- | ---- | ---- | ---- | ---- | ---- | ---- | ---- | ---- |
| Shiny Happy People                               | 1210 | 1367 | 1871 | 1038 | 1013 | 861 | 1375 | 1152 | 1200 | 1162 | 1132 | 1240 | 1419 | 1544 | 1295 | 1189 | 1343 | 1513 | 1540 |

1. ↑  Een vetgedrukt getal geeft de hoogste notering aan.
2. ↑  2006 was het eerste jaar met een notering voor dit nummer.